# 中村メイコ
中村 メイコ（なかむら めいこ、1934年〈昭和9年〉5月13日 - 2023年〈令和5年〉12月31日）は、日本の女優、歌手、タレント。旧芸名は中村 メイ子。本名は神津 五月（こうづ さつき）。
芸名は新旧共に、旧姓時の本名である「中村 五月」に由来する（日本語の「五月」を英語の「May」に置き換えたもの）。始めは全て片仮名の「ナカムラメイコ」としたが、後に1937年から中村を漢字に改めた。
ホリプロ所属。大田区立雪谷小学校卒業。

## 来歴

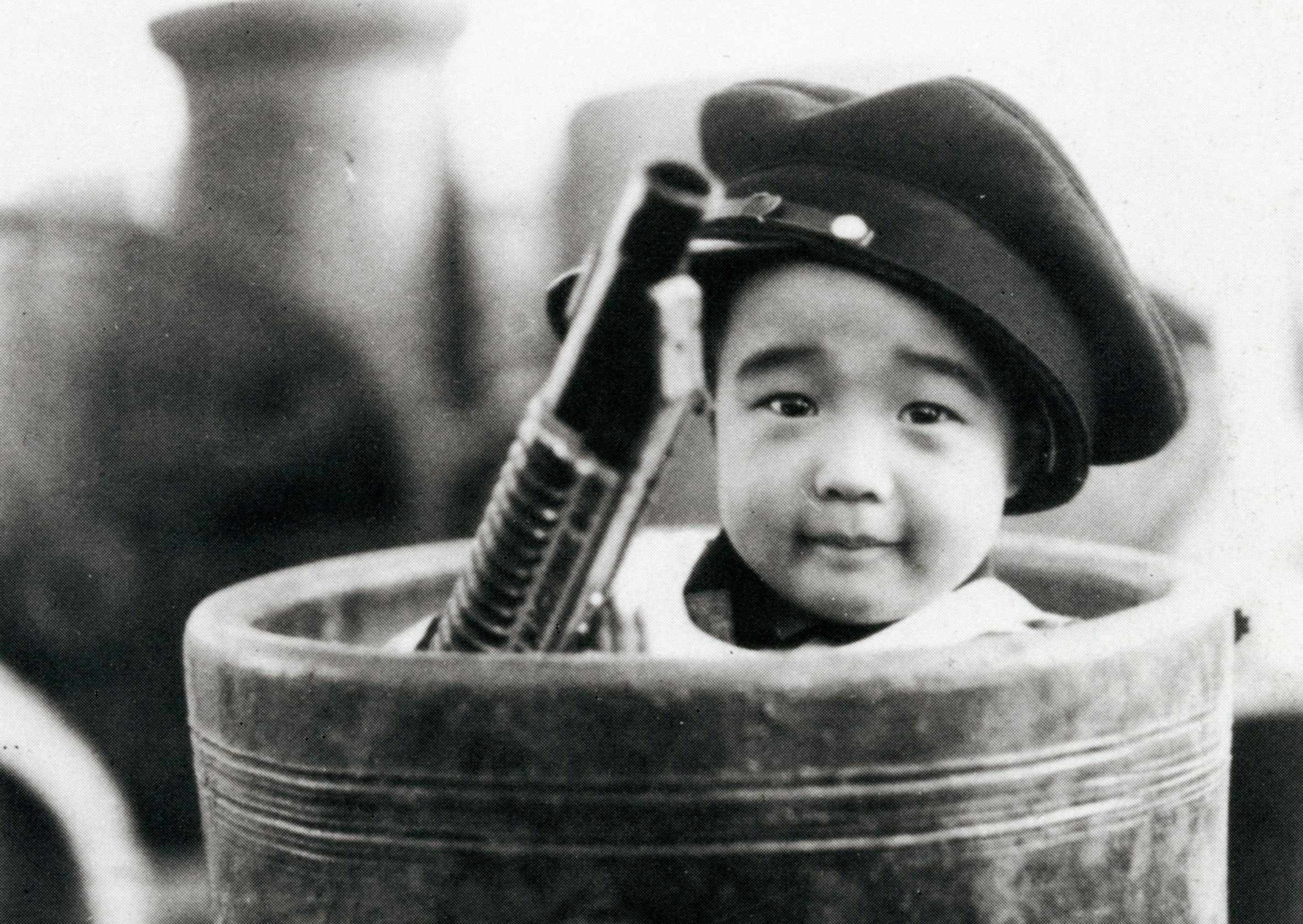
『江戸っ子健ちゃん』でフクちゃん役でデビューした子役時代

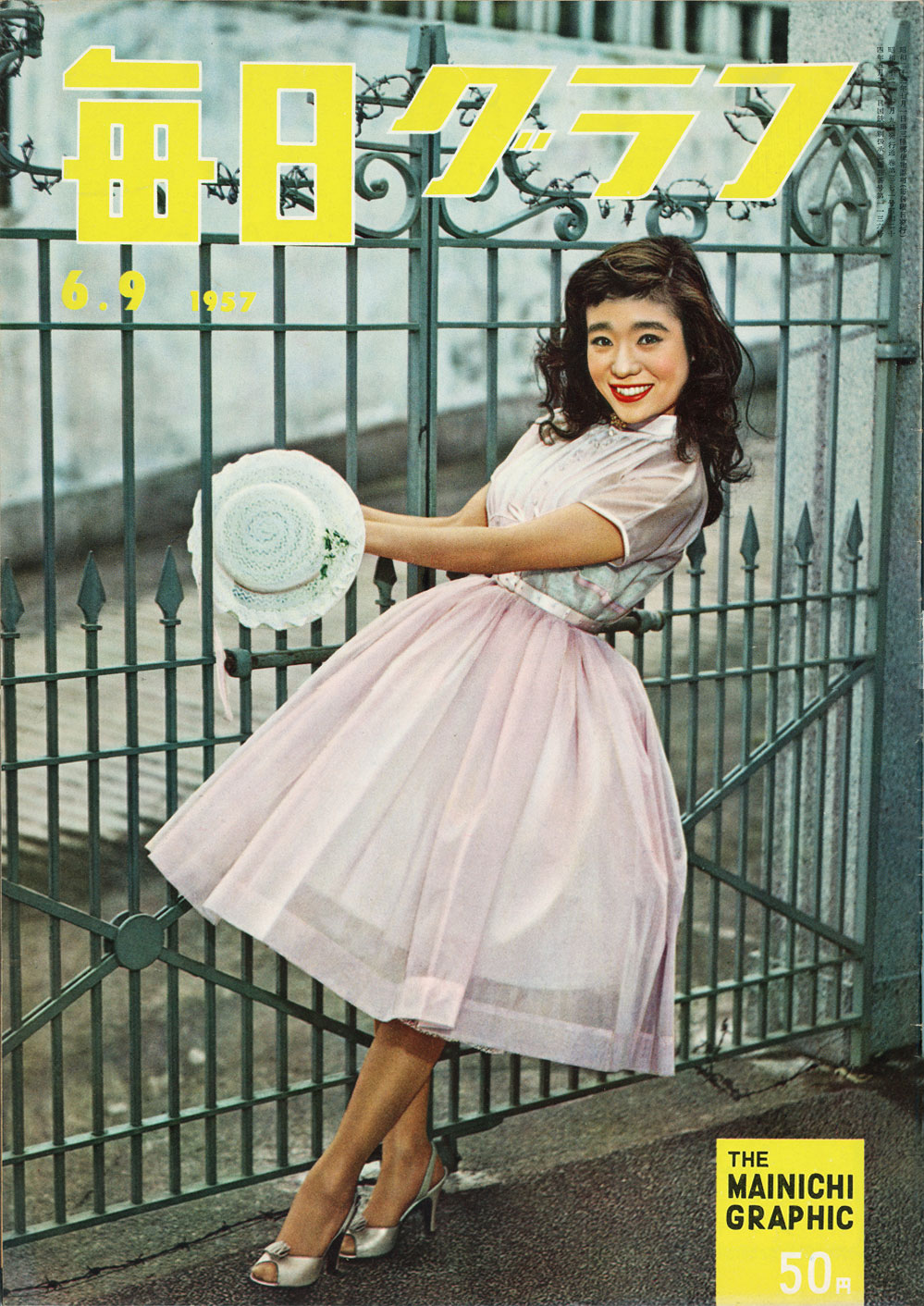
『毎日グラフ』1957年6月9日号表紙

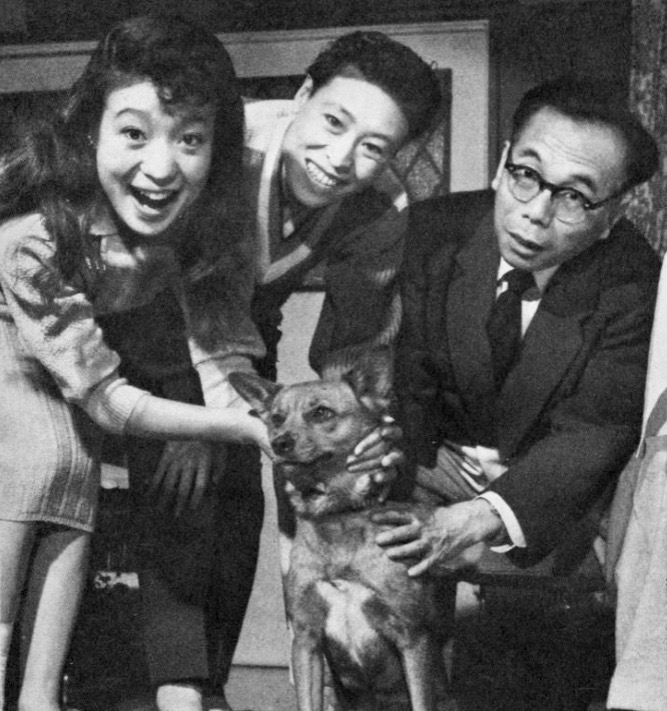
中村メイコ（左）、父の中村正常（右端）、愛犬のゴルフ。1957年撮影。

東京市（現：東京都）杉並区下高井戸に生まれる。2歳の時にP.C.L映画製作所（現：東宝）制作の『江戸っ子健ちゃん』に出演し、映画デビューを果たす。その後も映画やラジオに多数出演、複数の配役をこなし、浪曲師の2代目天中軒雲月ばりの7つの声として有名となった。天才子役としてデビューして以来、榎本健一や古川ロッパ、徳川夢声、柳家金語楼、森繁久彌ら数々のスターと共演した。幼い頃には作家の菊池寛とも会食している。NHKには、テレビ本放送開始以前のラジオ時代から出演、テレビ放送においても
1940年（昭和15年）、実験放送のテレビドラマ『謡（うたい）と代用品』や同年に開催が予定されていた東京オリンピックに先立つ実験放送の頃から出演し、黒柳徹子と並んで日本のテレビ放送黎明期を語る上で欠かせない存在となった。
メイコが16歳の頃、雑誌社でアルバイトをしていた時に当時編集長格だった吉行淳之介に熱烈な恋をしたが、吉行も既に結婚していたため片思いに終わり、痛手に耐えかねてアルバイトを辞める。吉行淳之介の短編『水の畔り』（1955年（昭和30年））の描写「ある冬の日、冗談のように彼の両手でつつみこんだ少女の片方の掌を、乱暴に彼の外套のポケットへ投げこんだ…」に登場する少女のモデルは中村メイコだった。その後18歳のときに神津善行と知り合い、当時多忙な彼女を彼が精神的に支えたことで恋愛関係となり、1957年（昭和32年）に結婚した。
1955年（昭和30年）には歌手としても活動し、「田舎のバス」（三木鶏郎作詞・作曲で、車掌役のメイコによるコミックソング）がヒットした。またボニージャックスとともに関西の製菓会社パルナスのCMソングも歌った。この他にも「新妻に捧げる歌」（江利チエミの歌で神津善行作曲）の作詞者でもある。
『NHK紅白歌合戦』（NHK総合・ラジオ第1）では1959年（昭和34年）の第10回から1961年（昭和36年）の第12回まで3年連続で紅組司会を務めた。そのラジオ中継の音声が現存し、第10回は2009年（平成21年）4月29日放送のNHK-FM『今日は一日“戦後歌謡”三昧』の中で、メイコの司会も含め全編が再放送された（音声はモノラル）。
1959年からNET（現：テレビ朝日）のトーク番組『メイコのごめん遊ばせ』に9年間、1972年からNHKのバラエティ番組『お笑いオンステージ』に10年間それぞれ出演した。
2016年（平成28年）に芸歴80年目を迎え、2023年（令和5年）には名誉都民に選定されたが、3か月後の12月31日午後10時45分、肺塞栓症のため、東京都内の病院で死去した。89歳没。臨終は夫の神津善行と3人の子のカンナ、はづき、善之介、さらに孫など「神津ファミリー」により看取られたという。亡くなる6日前の同月25日に行った『徹子の部屋』の番組収録が最後の仕事となった。
訃報は年明けの2024年1月7日、所属事務所のホリプロから公表された。夫の善行は「2歳8カ月で映画デビューしてから86年という芸能生活を、生涯現役のまま幕をおろすことになりました。長い時間をこの世界に存在させていただいたこと、皆様に深く感謝申し上げます」とコメントしている。

## 人物
- 榎本健一・森繁久彌・三木のり平・三波伸介など有名な喜劇俳優・コメディアン達と共演していた影響からメイコも「デビューした2歳からずっと私の肩書きは女優ではなく、『喜劇女優』」[11]と語っている。三木についてメイコは「私にとって唯一の師匠で、かつ一番怖い人でもあります」と評している。ある時代劇の舞台で早口の台詞を噛まずに言えたことに調子よくしていた所、共演した三木から「そういうもんじゃないんだ。舞台というのは動きだ！」と一喝されたとのこと。これに対してメイコは、「(三木は)どんな小さな動きに関してもこだわりを持っている人でした」と語っている[12]。
- 美空ひばりとは、10代の頃から大親友だったことが知られており、プライベートで頻繁に電話で話したり酒を飲みに行っていた[4]。また、ひばりは子供だった息子・加藤和也を連れてメイコの自宅によく遊びに行ったことから、彼ともメイコの晩年まで時々電話などでやり取りが続いた[注釈 3]。1989年のひばりの葬儀では、「私はもう(新しい)友達は持たない。あなたが最高だったから」という弔事を読んだ[4]。
- 加えて、ひばりと同じ「三人娘」の江利チエミとも親交があった。だが、チエミが昭和57年に45歳、後を追うようにしてひばりも平成元年に52歳と若くして病死したため、二人それぞれの訃報を聞いた直後はショックの余り号泣していたという。
- 子役として出演した映画『江戸っ子健ちゃん』では、助監督の黒澤明に子守りをしてもらった[4]。
- 無名時代の川谷拓三が付き人をしていた。
- メイコが15歳の頃、愛読していた雑誌『ひまわり』の懸賞小説に応募して入選、初の著書となる『小さな花の背のび』（1952年）が刊行される。その後、読者投稿ページの編集長などを任される[13]。

その『ひまわり』誌には、10代の頃、読者欄に自作の詩を投稿し続けていた時期もあり、同じ常連の投稿者に同い年の正田美智子（当時）がいて、お互いに顔や人物を見知らぬままに一席二席を競う好敵手の間柄であった。正田の作品の印象は、メイコには「とっても綺麗なしっとりとした良い詩」であった。後々になってメイコは、投稿時に詩の選者をしていた竹内てるよから告げられて、かつて同誌上で一席二席に名前を並べていた少女が皇太子妃（当時）と同一人物であることを知ったという。
- 前記の黒柳とは古い時期から数回の共演歴があり、長年に渡る親友でもあった[4]。葬式では黒柳が弔辞を寄せた[15]。この他、榎本健一、森繁久彌、徳川夢声、高倉健、田中角栄、三島由紀夫ともプライベートで親交があった[4]。
- 昭和九年会における数少ない女性メンバーでもある。
- 酒豪[16]。佐々木久子が主宰する雑誌『酒』で、1969年から毎年女流芸能人の酒豪番付が掲載され、例年新春最初の『11PM』（日本テレビ系列）でも発表していた[16]。1975年1月3日放送の『11PM』でその第7回が放送され、東の横綱には京塚昌子が連覇中だったが、佐々木より「同志昌子の肥満体は酒によくない。減酒してスマートになるべし」という友情ある厳命により前頭14枚目まで転落し、繰り上げで横綱に昇進したのが中村メイコだった[16]。
- 先述の通り1930年代から芸能界で活動していることから、マスコミから「昭和芸能界の生き字引」とも称されていた[4]。これに絡み、昭和のスターが亡くなるたびに参列した葬儀場で囲み取材を受けてコメントすることも多かった[注釈 4]。

### 家族
- 作家の中村正常と著述家で「おチエさんの老青春を生きる」の著者中村チエコ[17]の長女。太平洋戦争中、「奈良は文化財がたくさんあるから爆撃はないだろう」という父の考えにより、奈良県生駒郡富雄村（現：奈良市富雄地区）に疎開した[18]。
- 夫で作曲家の神津善行、長女で作家の神津カンナ、次女で女優の神津はづき、長男で画家の神津善之介と芸能一家で知られ、メイコを含めた神津家は「神津ファミリー」と呼ばれる。
- また、「神津ファミリー」は長年、300坪の敷地に建つ豪邸で暮らしていた。その後80歳になったメイコは、残りの人生を身軽に生きるために夫とマンションに引っ越した。その際自宅にあった大量の家財道具[注釈 5]（全部でトラック7台分）を、思い切って断捨離した[注釈 6]。

## 出演

### 出演中
- 世界の船旅（BS朝日） - ナレーション[19]

### 映画
- 江戸っ子健ちゃん - フクちゃん役（1937年）
- 南風の丘（1937年）
- 小島の春（1940年）- 夏川静江と二人だけのシーンが10分続く。
- エノケンの孫悟空（1940年）
- 島は夕焼け（1941年）
- 希望の青空 - 武田純子役（1942年）
- 愉しき哉人生（1944年）
- 待っていた象（1949年）
- ホームラン狂時代（1949年）
- ママ横をむいてて（1955年）
- 花嫁はどこにいる（1955年）
- くちづけ - 第三話：女同志（1955年）
- 森繁の新婚旅行（1956年）
- 裏町のお嬢さん（1956年）
- 奥様は大学生（1956年）
- 東京チャキチャキ娘（1956年）
- お初の片恋（1956年）
- ジャックと豆の木（1956年）※日本語解説
- 歌う弥次喜多 黄金道中（1957年）
- 大安吉日（1957年）
- 御用聞き物語（1957年）
- 続御用聞き物語（1957年）
- ロマンス誕生（1957年）
- 森繁の僕は美容師（1957年）
- 恋して愛して喧嘩して（1957年）
- 暖簾（1958年）
- おしゃべり奥様（1959年）
- 奥様三羽烏（1959年）
- ソ連ボリショイサーカス 熊のサーカス（1959年）※ナレーター
- 春の夢（1960年）
- 青べか物語（1962年）
- 危い橋は渡りたい（1963年）
- 拝啓天皇陛下様（1963年）
- 喜劇 駅前天神（1964年）
- 喜劇 駅前医院（1965年）
- 喜劇 駅前漫画（1966年）
- 喜劇 駅前番頭（1966年）
- トッポ・ジージョのボタン戦争（1967年）※声の出演
- 喜劇 駅前火山（1968年）
- 冠婚葬祭入門 新婚心得の巻（1971年）
- 喜劇 女は男のふるさとヨ（1971年）
- 女生きてます 盛り場渡り鳥（1972年）
- EXPO's70 公式長編記録映画 沖縄海洋博（1976年）※ナレーター
- ふしぎな國・日本（1983年）
- 息子（1991年）
- サラリーマン専科（1995年）
- 学校III（1998年）
- さいはてにて-やさしい香りと待ちながら-（2015年）

### アニメ映画
- 少年ジャックと魔法使い（1967年3月、東映動画劇場公開）- ジャック・キキ
- みにくいアヒルの子（1970年、東宝チャンピオンまつり内上映）- みにくいアヒルの子

### テレビドラマ
- ほがらか日記 (JOAK) ※テレビ実験放送[20]
- 謡と代用品（1940年10月8日、JOAK）※テレビ実験放送[21]
- 隣りも隣り（1957年、NHK） - 森久美子 役
- グーチョキパー（1964年、フジテレビ）
- ザ・ガードマン (TBS)
  - 第137話「女は一度勝負する」（1967年）
  - 第236話「喜劇・いらっしゃいませ集団万引様」（1969年）
  - 第285話「ひばりの愛の逃亡姉妹」（1970年）
- 船場（1967年、関西テレビ）
- 銭形平次 （フジテレビ）
  - 第115話「稲妻お光」（1968年）- お光 役
  - 第183話「影を追う女」（1969年）- おさよ 役
  - 第805話「八五郎に嫁がいた!?」（1982年）- おもん 役
- 一の糸（1969年、NHK総合）- 茂木とよ 役
- 男は度胸（1970年、NHK総合）
- 肝っ玉かあさん 第3シリーズ（1971年、TBS）
- どてらい男 独立篇（1973年、関西テレビ）
- うしろの正面（1975年、NET）- 宇佐見節子 役
- 源九郎旅日記 葵の暴れん坊 第15話「極楽とんぼのひとり旅」（1982年、テレビ朝日 / 東映）- おるい 役
- ザ・サスペンス / べんり屋平さん事件簿（1983年、TBS）
- 月曜ワイド劇場 / ホームタウンの事件簿（1983年、テレビ朝日）
- 大奥 第45話「花嫁は大奥一年生」（1984年、関西テレビ）- お園 役
- 必殺仕事人V・旋風編 第11話「主水の隠し子現れる」（1987年、朝日放送）- お島 役
- 若大将天下ご免! 第27話「恐怖の水中舞踊!」（1987年、テレビ朝日・東映）- おつね 役
- 江戸を斬るVII 第14話「命がけの大嘘つき 」（1987年、TBS / C.A.L）- お吉 役
- 連続テレビ小説（NHK総合)
  - ノンちゃんの夢（1988年）- ナレーター
  - さくら（2002年）- 神山はま 役
  - 風のハルカ（2005年 - 2006年）- ナレーター
- 水戸黄門 (TBS / C.A.L)
  - 第17部 第23話「黄門様の占い縁結び -姫路-」（1988年2月1日）- おつね 役
  - 第18部 第14話「泣き笑い助太刀志願 -小浜-」（1988年12月12日）- お若 役
- 大岡越前 第10部 第20話「親不孝息子の敵討ち」（1988年7月11日、TBS / C.A.L）- おさき 役
- 暴れん坊将軍III 第15話「妻を斬った男」（1988年、テレビ朝日）
- 長七郎江戸日記 第2シリーズ（日本テレビ・ユニオン映画）
  - 「夢いくたび母の暦」（1988年）- おかつ 役
  - 「まかない屋おりき」（1989年）- おりき 役
- 長七郎江戸日記 第3シリーズ（日本テレビ・ユニオン映画）
  - 「現われた初恋の人」（1991年）- おきよ 役
- おやじのヒゲシリーズ（1991年 - 1996年、TBS）
- 大河ドラマ（NHK総合）
  - 八代将軍吉宗（1995年）- 千代姫 役
  - 篤姫（2008年）- 庭田嗣子 役
- 怪奇恋愛作戦 第11・12話（2015年、テレビ東京）- 老婆 役
- プラチナエイジ（2015年、東海テレビ）- 浅野美佐子 役
- トットちゃん!（2017年）- 佐々木トメ

### 舞台
- 社長放浪記（2007年、下北沢本多劇場）
- リーディング公演『HAKUTO〜白兎（しろうさぎ）〜』（2015年10月、博品館劇場）※ 中山美穂とダブルキャスト[22]

### テレビアニメ
- 新しい動画 3つのはなし（1960年、NHK総合）- お話
- 宇宙人ピピ（1965年、NHK総合）- ピピ
- ドカチン（1968年 - 1969年、フジテレビ）- ドカチン、カカカ、キザオ
- パラソルヘンべえ（1989年 - 1991年、NHK総合）- ヘンべえ

### 吹き替え
- ジュリア（テレビドラマ）（ジュリア・ベーカー役 / ダイアン・キャロル）
- わんぱくフリッパー（テレビドラマ）（バド役 / トミー・ノーデン）
- 猿の惑星（ジーラ博士役 / キム・ハンター）※TBS版
- 0011ナポレオン・ソロ 地獄へ道づれ（トレーシー・アレキサンダー役 / ドロシー・プロバイン）

### ラジオ
- パパ行ってらっしゃい（ラジオ東京=TBSラジオ）
- お姉さんと一緒（1953年1月8日 - 1955年7月28日、NHKラジオ第1）
- メイコのあなたちょっと（TBSラジオ）
- 中村メイコの奥さんおじゃまします→メイコ&カンナ・奥さんおじゃまします（TBSラジオ）
- ラジオコメディ みんな大好き（NHKラジオ第1）- 花咲花江、花咲マミ役 テーマソング『ぱぱいってらっしゃい』
- メイコの女房百景（ニッポン放送）
- メイコのチビッコ作文教室（1974年 - 2009年まで出演、CBCラジオ）
- わたしのロストラブ（TBSラジオ、1974年） - リスナーの処女喪失体験をインタビュー。
- メイコのいきいきモーニング（TBSラジオ）
- ラジオ深夜便小劇場（NHKラジオ第1・FM）- 『ラジオ深夜便』内で放送されている番組。
- ラジオ深夜便（2012年3月26日、NHKラジオ第1・FM）- 『天野祐吉の隠居大学』第12回
- 垣花正 あなたとハッピー!（2016年 - 、ニッポン放送『月1メイコ』と題して月1回火曜日に出演）
- FMシアター「青い羽ねむる」（2017年9月16日、NHK-FM） - インコ・パピプー役
- サンスター 文化の泉 ラジオで語る昭和の文化（2019年4月7日 - 2021年3月28日、TBSラジオ）

### バラエティ
- テレビ結婚式（1958年、KRT）[23]。
- メイコのごめん遊ばせ（1959年2月7日 - 1968年3月25日、NET）[24] - 司会
  - NET（現：テレビ朝日）開局と同時にスタートした、平日夜のトーク番組。
- NHK紅白歌合戦（NHK総合・ラジオ第1）
  - 1959年・1960年・1961年 - 紅組司会
  - 1977年 - 紅組応援団長
- TBS歌のグランプリ（1967年4月 - 1969年3月、TBS） - 司会
- 連想ゲーム（1968年4月 - 1969年3月、NHK総合） - 初代紅組キャプテン
- お笑いオンステージ（NHK総合）- てんぷく笑劇場に出演。
- お昼のゴールデンショー（フジテレビ）
- あまカラ夫婦（1972年、フジテレビ）- 司会
- 3時のあなた（1978年4月 - 1979年3月、フジテレビ） - 司会
- メイコとあなたの税ミナール（フジテレビ）- 国税庁提供番組
- クイズ!年の差なんて（フジテレビ）- 準レギュラー解答者
- 巨泉のスター百面相 (TBS)
- どうぶつ天国（テレビ朝日）
- 米朝・メイコの面白日本（朝日放送）
- こんにちは2時（テレビ朝日）- コメンテーター
- 君こそスターだ!（フジテレビ）
- 笑っていいとも!（1984年3月9日・1985年3月5日・1989年8月9日、フジテレビ） - テレフォンショッキングゲスト

### ドキュメンタリー
- 世界の子供たち[25]（1972年-1982年、TBS）- ナレーション
- JNNドキュメント「海医者 山医者」（2013年5月26日、中部日本放送）- ナレーション

### 学校放送
- できた できた できた（2011年12月19日 - 2016年、NHK Eテレ） - おばあちゃん 役

### 代表曲
- 雑木林に月が出た（丘灯至夫作詞・原六朗作曲、1955年1月発売）
- 田舎のバス（三木鶏郎作詞・作曲、1955年2月発売）

### メディア企画
- TBSソング（作曲：神津善行 TBS創立10周年記念）

### CM
- くろがね工作所 学習机
- 日本製粉 から揚げ粉（夫・神津善行と共演・1983年）
- 松下電器 マックロード370
- 杉山商事 ワンルーム経営（1985年）
- マルアイ 花かつお
- アメリカンホーム保険 (2002年)

## 著書
- 『小さな花の背のび』ひまわり社、1952年5月10日。NDLJP:1623387。
- 『メイコのお婿さん探し』東邦社徳島書房、1954年12月1日。NDLJP:2934654。
- 『ママ横をむいてて』ひまわり社〈それいゆ新書〉、1955年4月5日。NDLJP:1662143。
- 『娘が空を見上げるとき』ひまわり社〈それいゆ新書〉、1955年5月15日。NDLJP:1661680。
- 『ママは横をむいてはいられない』文化服装学院出版局〈すみれ新書〉、1964年12月25日。NDLJP:2504787。
- 『メイコのガムシャラ教育 カンナとの"攻防"12年』祥伝社ノン・ブック 1971
- 『メイコの「奥さん処世術」』主婦の友文庫 1973
- 『メイコめい伝』朝日新聞社 1977 のち日本図書センター「人間の記録」
- 『オトコ通り八丁目』集英社 1987 のち文庫
- 『いい女になるための"自分育て"の12章』三笠書房 1989 のち知的生きかた文庫
- 『"自分育て"の恋愛論 あなたの魅力をひきだす』三笠書房 1993
- 『夫とふたりきり! これはもう恐怖です 定年夫婦の生き方・暮らし方』青春出版社 2000 のち文庫
- 『老いてほどほど 老妻からのラブレター』家の光協会 2004「老いてほどほど、二人暮らし」PHP文庫
- 『五月蝿い五月晴れ 人生という名の喜劇を生きて』東京新聞出版局 2005
- 『人生の終いじたく だって気になるじゃない、死んだ後のこと。』青春出版社 2010 のち文庫
- 『夫の終い方、妻の終い方「お二人様の老後」を生きぬく知恵と悪知恵』PHP研究所 2012 のち文庫
- 『大切なこと、ちょっと言わせてね メイコ流・人生のお作法』大和書房 2013
- 『メイコの食卓 おいしいお酒を、死ぬ日まで。』KADOKAWA 2014.3
- 『人生の終いじたくまさかの、延長戦!?』青春出版社 2017.1
- 『大事なものから捨てなさい メイコ流 笑って死ぬための33のヒント』講談社 2021.8

### 共著
- 『メイコとカンナの本音でトーク』神津カンナ共著 小学館 1982
- 『拝啓、あのねママ：メイコと母の往復書簡』中村チエコ共著 河出書房新社 1989
- 『メイコとカンナのがんばれ!お年寄り こんな老人介護もあったのね』神津カンナ共著 TBSラジオ編 二見書房サラ・ブックス 1993
- 『母と娘でいいたい放題 ほめてけなしてにぎやかに』神津はづき共著 講談社 1995
- 『メイコとカンナのことばの取説』神津カンナ共著 亜紀書房 2006
- 『もう言っとかないと』古舘伊知郎 聞き手 集英社インターナショナル 2018.6
- 『87歳と85歳の夫婦甘やかさない、ボケさせない』神津善行共著 幻冬舎 2019.10